# Stenstorps landsfiskalsdistrikt
Stenstorps landsfiskalsdistrikt var 1918-1941 ett landsfiskalsdistrikt i Skaraborgs län, bildat när Sveriges indelning i landsfiskalsdistrikt trädde i kraft den 1 januari 1918, enligt beslut den 7 september 1917. Landsfiskalsdistriktet avskaffades den 1 oktober 1941 (genom kungörelsen 28 juni 1941) när Sverige fick en ny indelning av landsfiskalsdistrikt. Dess ingående områden överfördes då till Gudhems landsfiskalsdistrikt.
Landsfiskalsdistriktet låg under länsstyrelsen i Skaraborgs län.

## Ingående områden

### Från 1918
Gudhems härad:
- Borgunda landskommun
- Brunnhems landskommun
- Dala landskommun
- Edåsa landskommun
- Håkantorps landskommun
- Högstena landskommun
- Ljunghems landskommun
- Rådene landskommun
- Segerstads landskommun
- Sjogerstads landskommun
- Stenstorps landskommun
- Södra Kyrketorps landskommun
- Valtorps landskommun